# 에우로파 (신문)
《에우로파》(이탈리아어: Europa )는 이탈리아에서 발행하는 이탈리아어 일간 신문이다.

## 역사
에우로파는 2003년 2월 12일에 첫 발행을 하였다. 신문은 마르게리타 정당의 공식 신문으로서 시작하였다. 마르게리타가 민주당가 갈라선 이후로, 신문사는 정당의 유효성에 따라 남게되었다.